# Columna de la Victòria (Berlin)
La Columna de la Victòria (en alemany:  Siegessäule (?·pàg.)) és un dels monuments més representatius de Berlín. Va ser dissenyada el 1864 per l'arquitecte Heinrich Strack per commemorar la victòria de Prússia en la guerra contra Dinamarca, i a l'hora d'inaugurar-la Prússia també havia derrotat Àustria i França donant a l'obra un nou propòsit. Arran de les noves victòries s'afegí al capdamunt de la columna una estàtua de bronze de la deessa Victòria dissenyada per Friedrich Drake, de 8,3 metres d'alçada i 35 tones de pes.

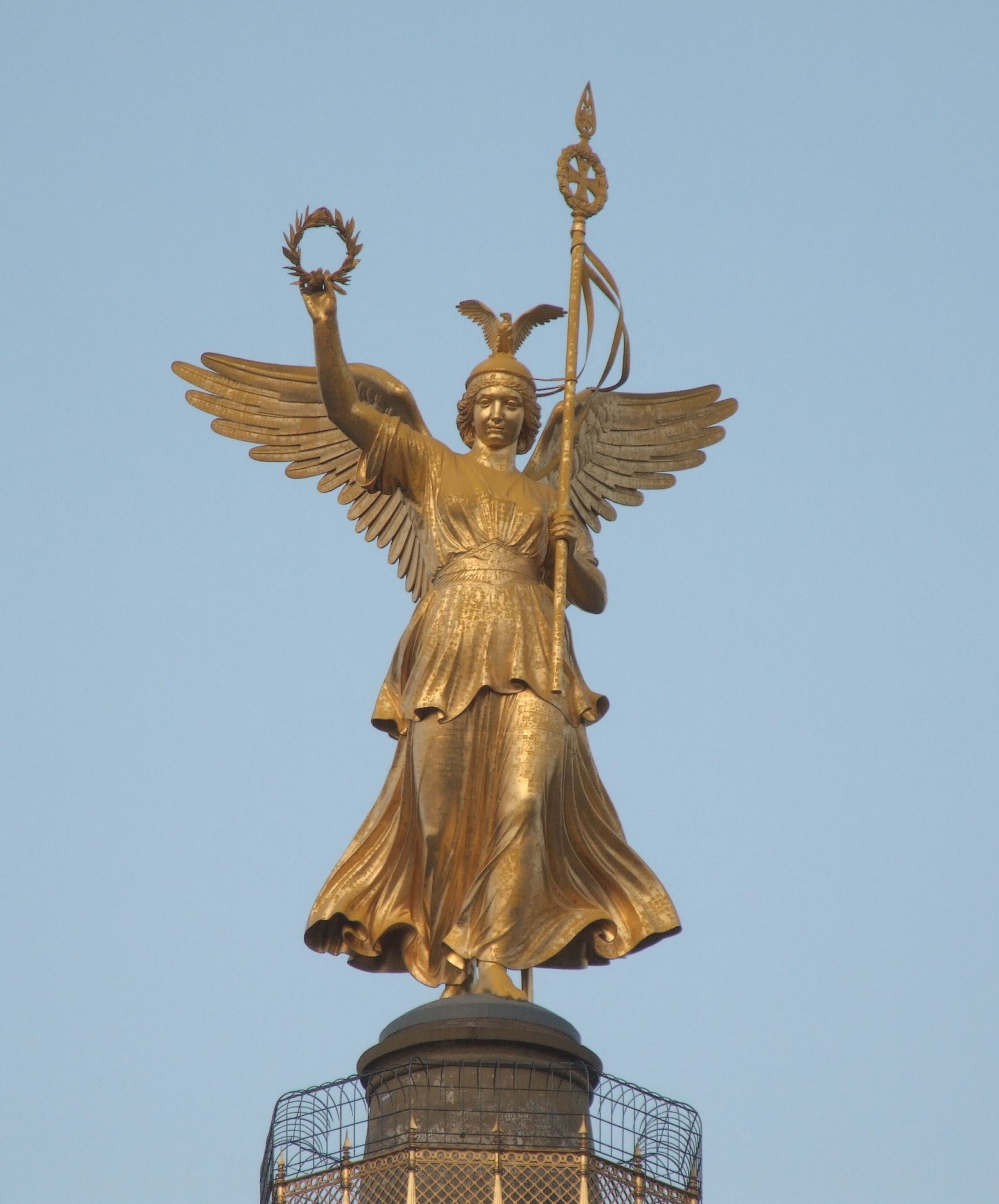
L'estàtua de "Victòria"

Originalment la columna es va erigir davant de l'edifici del Reichstag. Estava composta de tres seccions d'arenisca de 7,5 metres cadascuna decorades amb els canons capturats a l'enemic en les tres guerres que commemoraven.
El 1938 els nazis van traslladar el monument a la seva ubicació actual, al centre del parc del Tiergarten, i van afegir una quarta secció a la columna per celebrar la victòria que suposava l'Anschluss, l'annexió d'Àustria al Tercer Reich. Aquesta quarta columna, decorada amb garlandes daurades, elevava el conjunt als seus 66,89 metres actuals. La nova ubicació al centre d'una zona de jardins va salvar el monument dels bombardejos de la Guerra.
Els gravats de la base van ser retirats per les tropes aliades franceses el 1945, probablement per evitar que els alemanys tinguessin presents els records d'antigues victòries, i especialment la que obtingueren contra els francesos el 1871. Van ser restituïts el 1987 en les celebracions del 750è aniversari de la ciutat de Berlín pel president francès François Mitterrand.
La ubicació actual del monument al centre de la Großer Stern (Gran Estrella), una gran intersecció de carrers enmig de la ciutat envoltada de la gran zona verda del Tiergarten, fa que l'estàtua de la Victòria sigui visible des de la distància.